# Сак (мыза)
Сак (нем. Sack), также мы́за Са́ку (эст. Saku mõis) — рыцарская мыза на территории посёлка Саку в уезде Харьюмаа, Эстония. Согласно историческому административному делению мыза относилась к приходу Кейла. В годы Российской империи находилась на территории Эстляндской губернии и относилась к Кегельскому приходу.

## История мызы
Первые сведения о мызе Сак относятся к 1489 году. В то время центр мызы находился, вероятно, не в нынешнем месте, а в деревне Каямаа в двух километрах к югу.
В XVI веке мыза принадлежала дворянскому семейству Тёдвен, затем семейству Мекк.
В XVII веке мыза Сак принадлежала дворянскому семейству Шаренберг (Scharenberg), которое в качестве центра своих земельных владений возвело представительную мызу Саусти. В это же время, по всей вероятности, она разместилась на своём нынешнем месте. В 17-м столетии мыза Сак была хозяйственной мызой дворянской мызы Саусти. Господа на ней не жили, поэтому не построили главное здание (господский дом) в представительном виде.
В первой половине XVIII века мыза на короткое время попала во владение семейств Гастфер, Шульман (Schulmann) и Гук (Hueck). В 1765 году мызу приобрёл Отто Магнус фон Ребиндер (Otto Magnus von Rehbinder), и она находилась в руках дворянского семейства Ребиндер более половины столетия.
Сын Отто Магнуса, Пауль Эдуард фон Ребиндер (Paul Eduard von Rehbinder) примерно в 1815 году построил на мызе представительное главное здание в стиле высокого классицизма, которое стало в Эстонии одним из самых красивых в своём роде (проект, возможно, архитектора Карла Росси). В 1843 году, испытывая материальные затруднения, он продал мызу Паткулям, в 1850 году мызой стало владеть дворянское семейство Багговут (Baggehufwudt). Валериан фон Багговут (Valerian von Baggehufwudt) расширил маленькую пивоварню, построенную в 1820 году Карлом Эдуардом фон Ребиндером, до большого завода, который в настоящее время является самым большим пивоваренным заводом в Эстонии (пивзавод «Саку»).

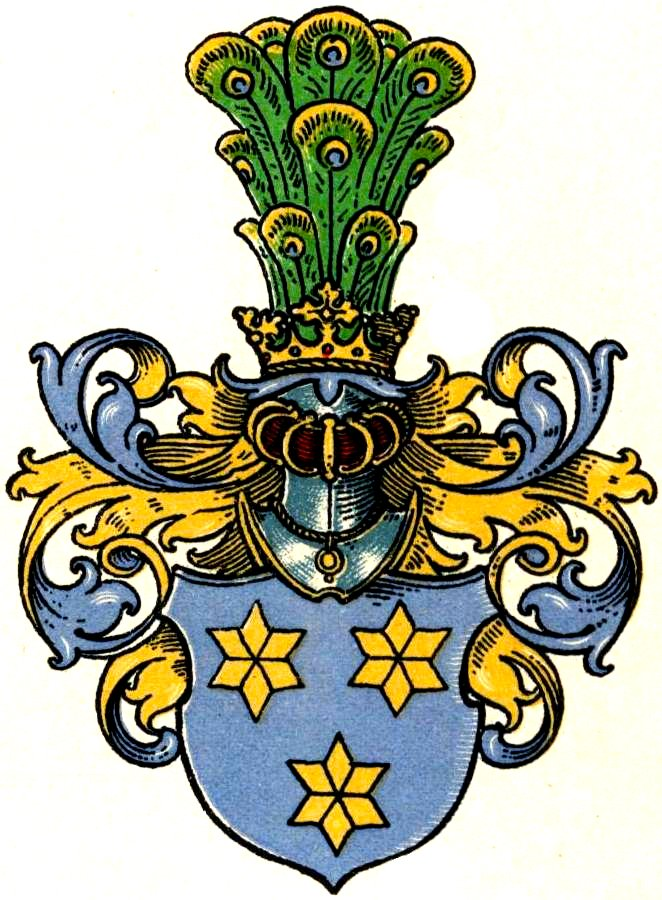
Герб фон Тёдвенов
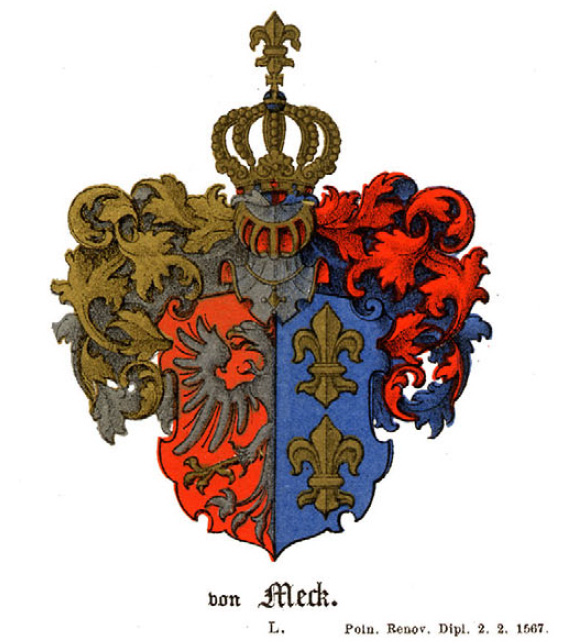
Герб фон Мекков
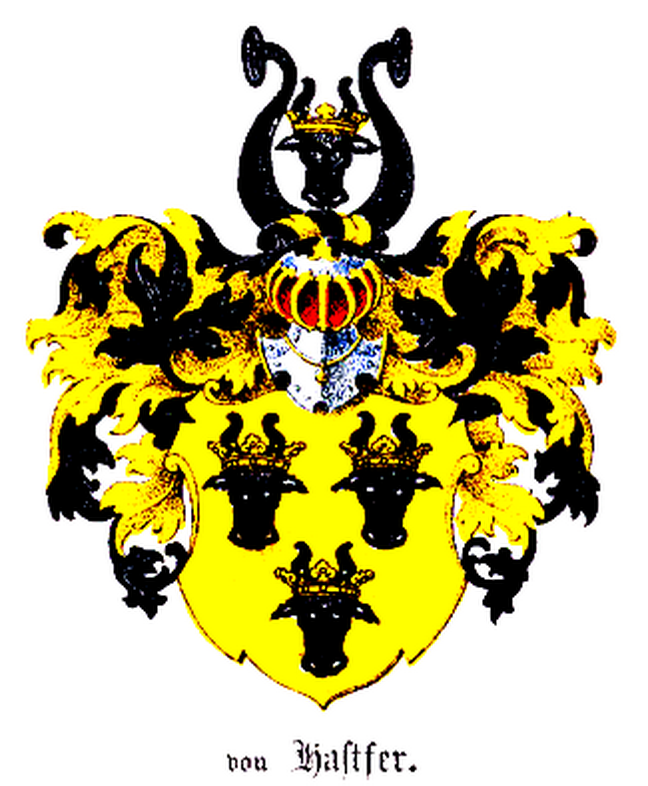
Герб фон Гастферов
Герб фон Гуков
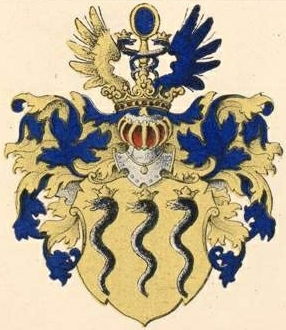
Герб фон Ребиндеров
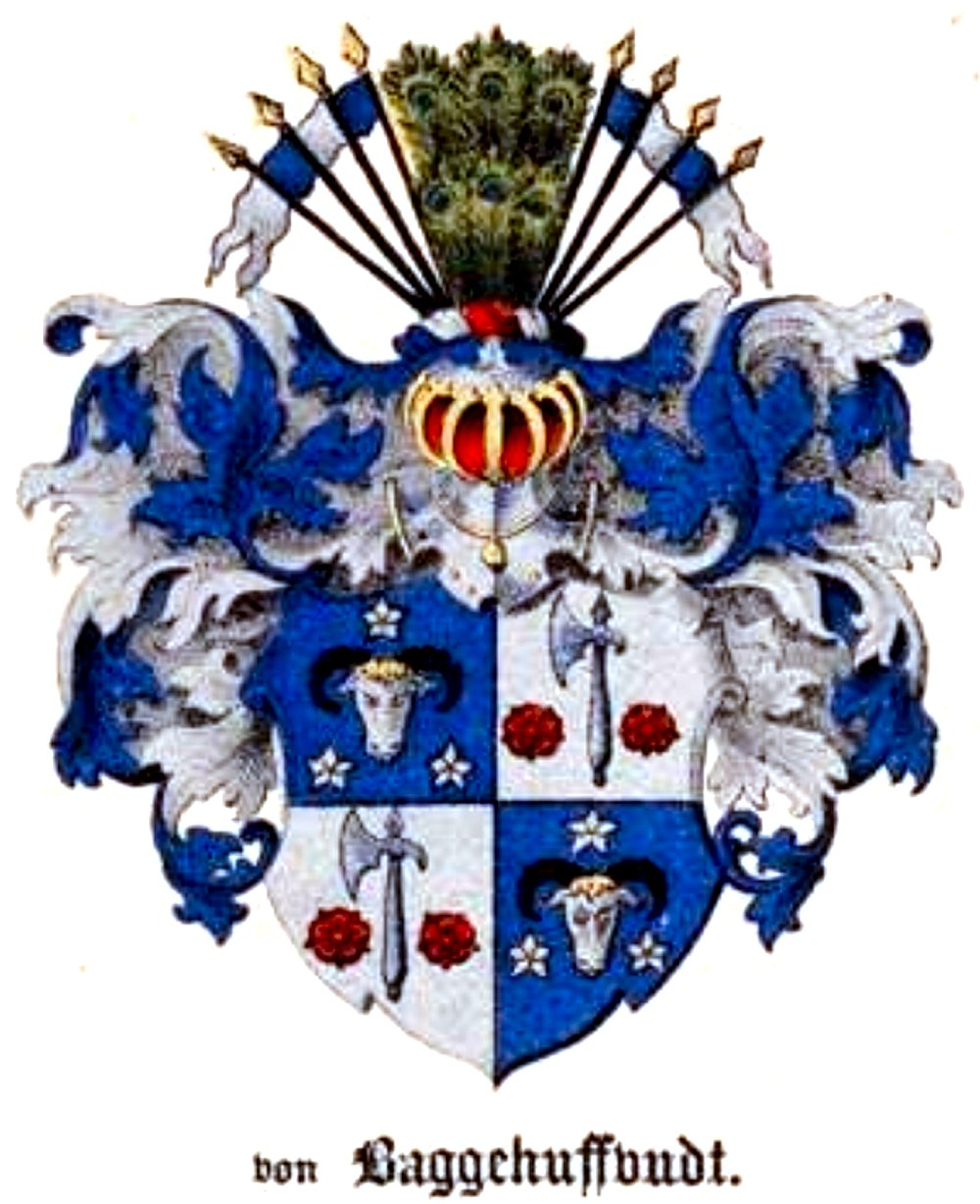
Герб фон Багговутов

На военно-топографических картах Российской империи (1846—1863 годы), в состав которой входила Эстляндская губерния, мыза указана как Сакъ.
В 1919 году мыза была отчуждена эстонским государством, и в 1920-х годах в главном здании мызы работала Школа домашнего хозяйства, из которой позже вырос Сакуский техникум землеустройства и мелиорации. С 1960 года на мызе действовал Эстонский институт земледелия, после его переезда в новые здания — Сакуская волостная управа.
Здание реставрировалось в 1960—1984-х годах (архитекторы Тэдди Бёклер (Teddy Böckler) и Урмас Арике (Urmas Arike), внутреннее убранство — Лейла Пяртельпоэг).
В 2002 году были проведены очередные реставрационные работы, и в 2003 году в мызном здании был открыт отель и конференц-центр.
Центр мызы Саку в настоящее время оказался на территории широко разросшегося посёлка Саку, который в основном расположен к северу и западу от мызы.

## Главное здание
Господский дом мызы — это оштукатуренное каменное здание с удлиненным прямоугольным главным планом. Покрыто вальмовой крышей. Передний фасад здания украшает широкий портик с четырьмя колоннами с богатым декором и т. н. венецианские окна. Задний фасад в деталях повторяет передний фасад, будучи несколько более скромным. Слабо выступающие за плоскость стен ризалиты и декоративные фризы, возможно, происходят из петербургских мастерских. Парадная дверь имеет резной декор. Анфиладность комнат выделена восьмигранным вестибюлем в центре здания. В парадный зал можно попасть через вестибюль промежуточного салона в восточной стороне дома. Праздничность и торжественность зала подчёркиваются пышными акантовыми мотивами и круглыми колоннами, за которыми расположены визуально расширяющие зал соседние салоны. Интерьеры украшают потолочные картины конца 19-го столетия.

## Мызный комплекс
Господский дом окружает большой парк свободной планировки (автор — парковый архитектор Дюмулен (Dumoulin), 1804). В его западной части расположена система прудов разных форм и размеров, соединённых каналами с извилистыми аллеями по берегам. Многочисленные хозяйственные постройки, располагавшиеся по краям парка, а также по другую сторону реки Вяэна на территории нынешнего пивоваренного завода, к настоящему времени практически разрушены.
В Государственный регистр памятников культуры Эстонии внесены два объекта бывшего мызного комплекса:
- главное здание мызы (при инспектировании 29.07.2018 находилось в хорошем состоянии)[2],
- мызный парк (при инспектировании 04.05.2017 находился в плохом состоянии)[5].

## Галерея

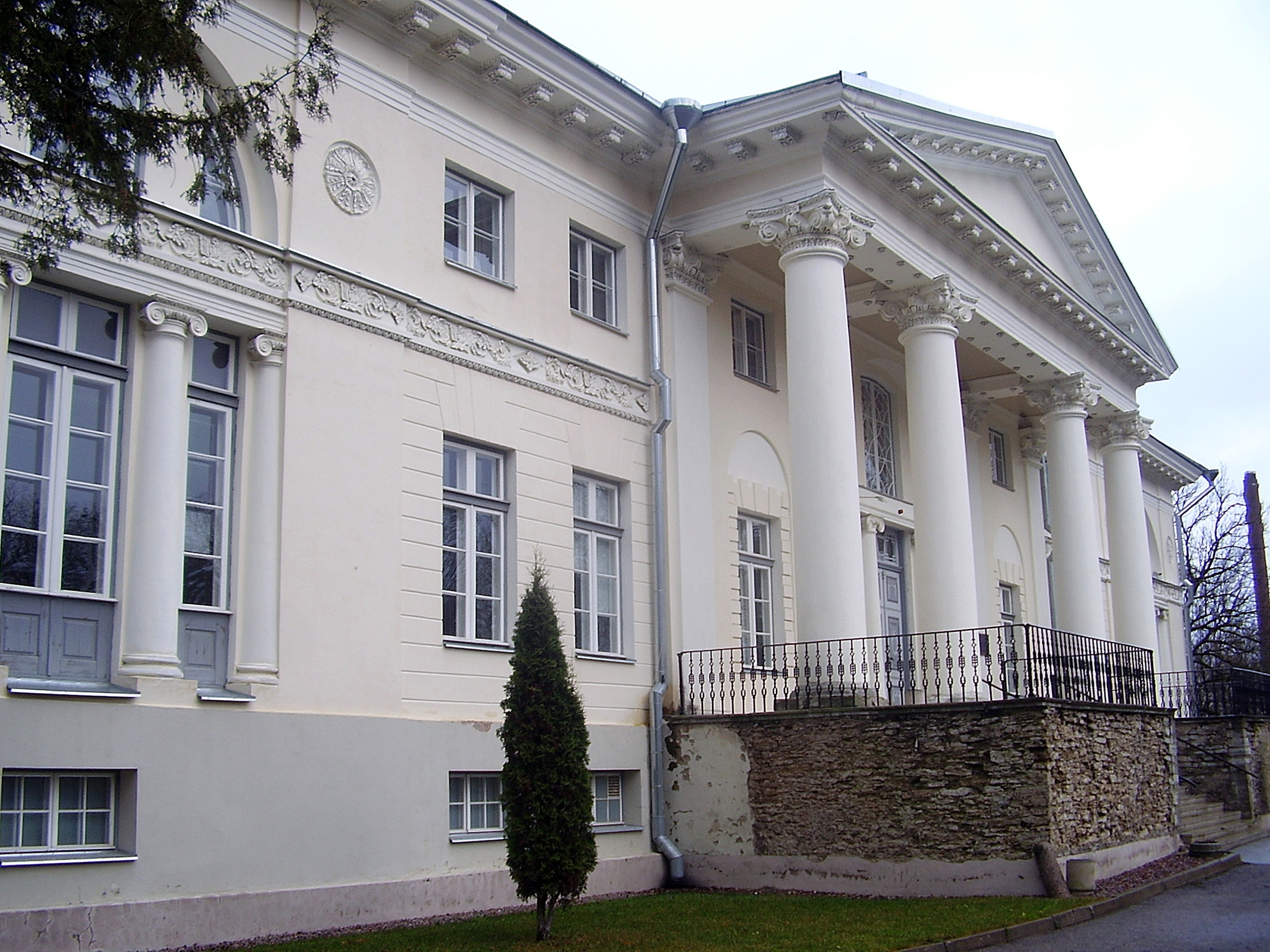
Главное здание мызы Саку
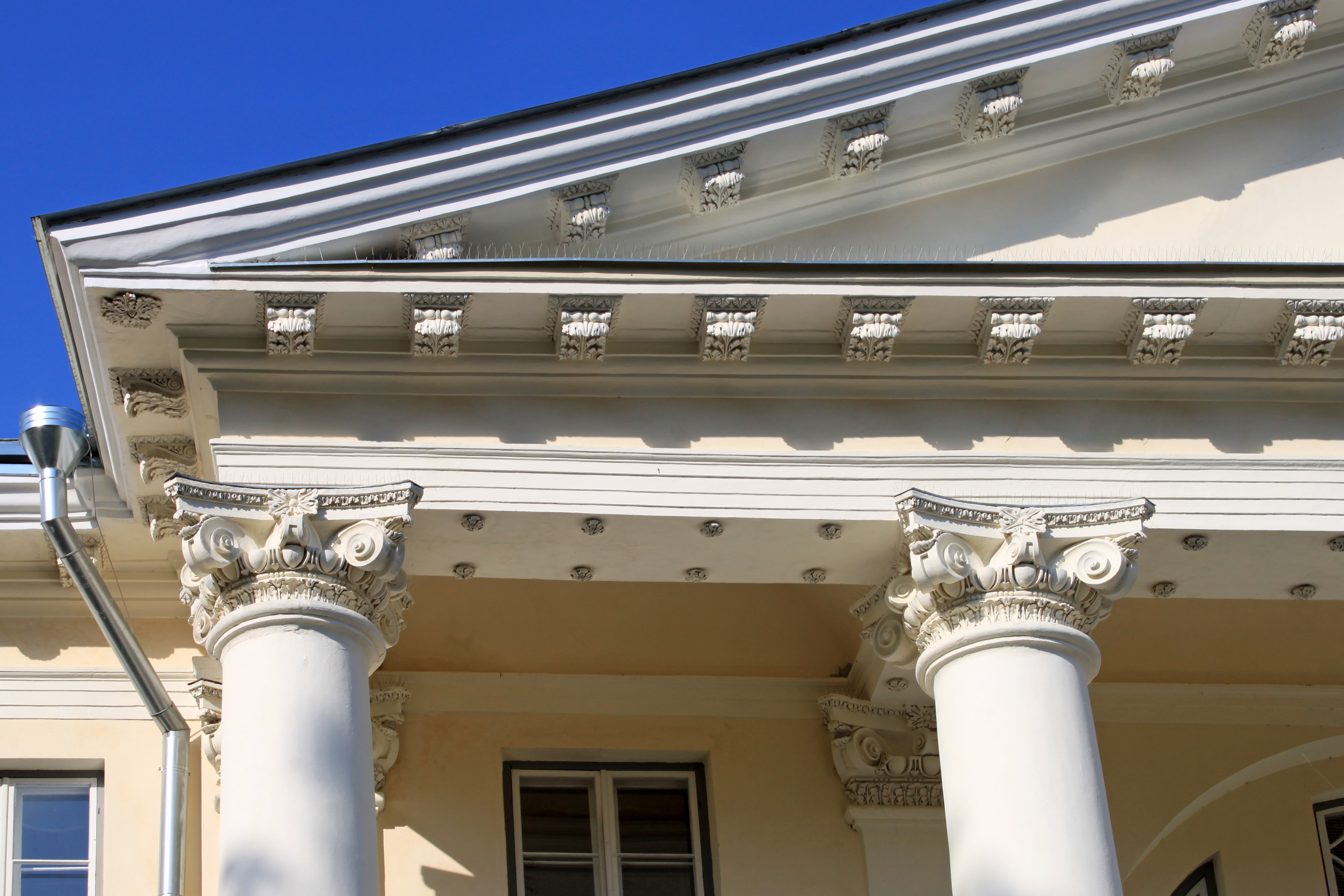
Фрагмент фронтона главного здания
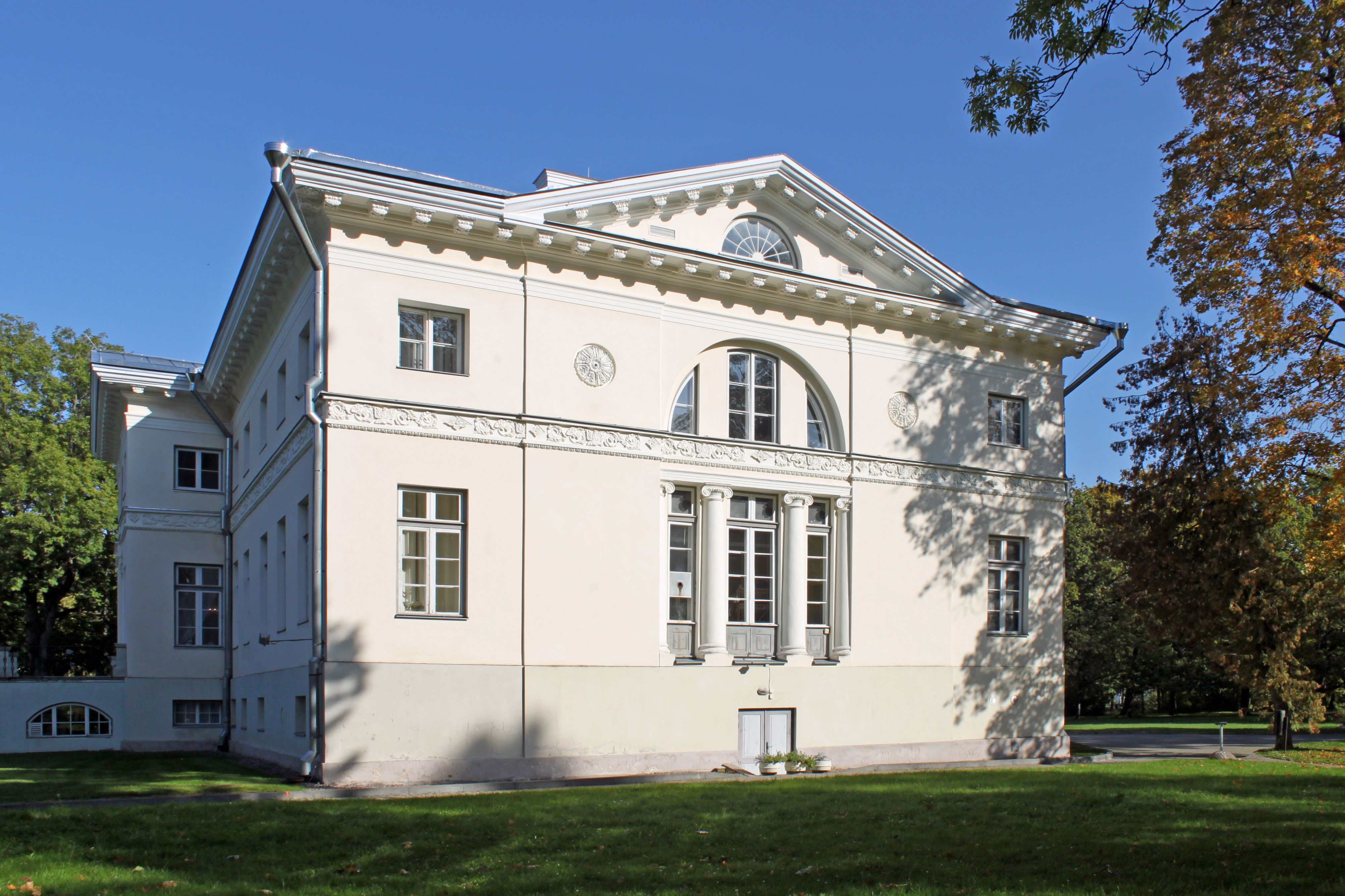
Боковой фасад главного здания
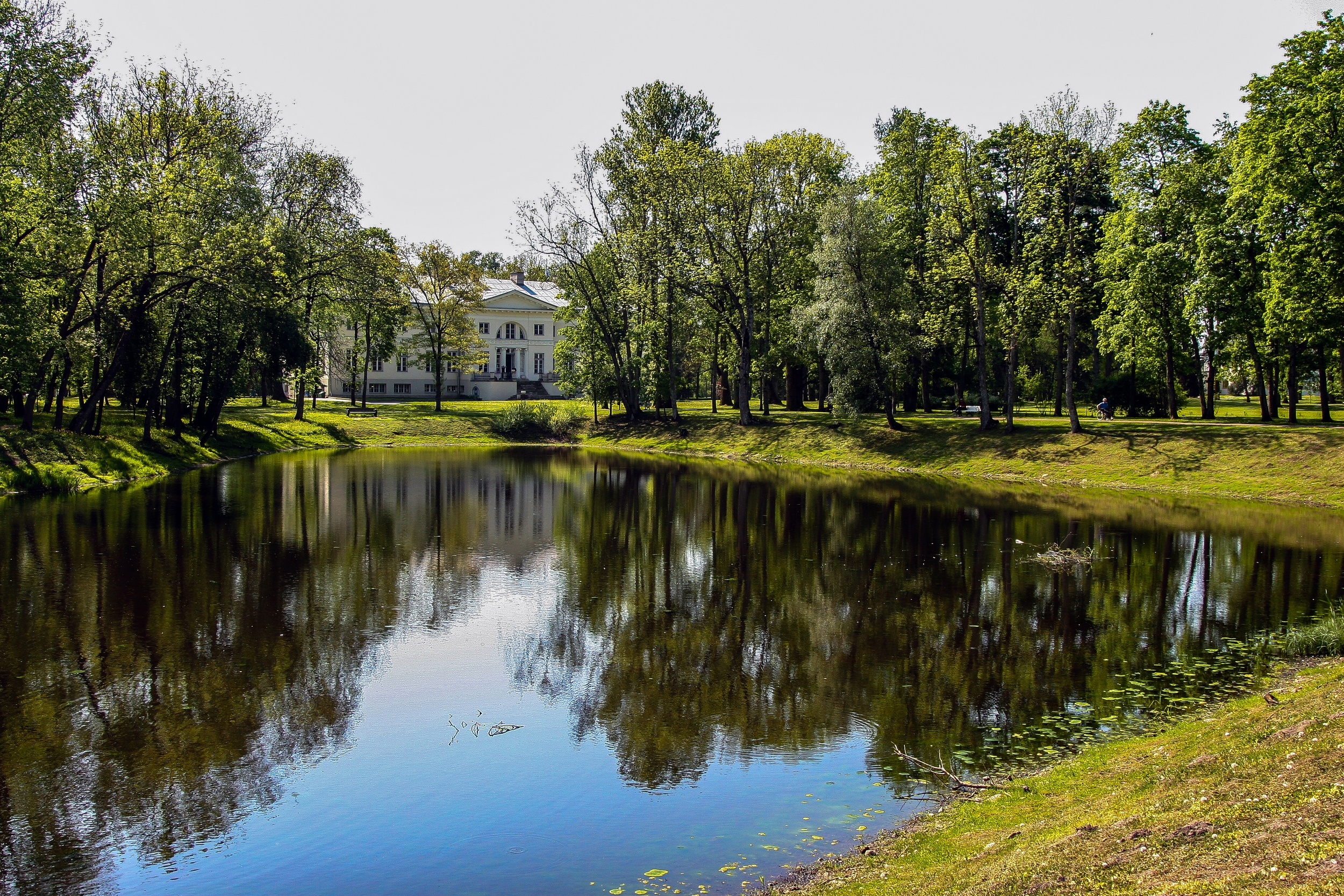
Мызный парк